# 吉居駿恭
吉居 駿恭（よしい しゅんすけ 、2003年4月8日 - ）は、愛知県田原市出身の陸上競技選手。 専門は長距離種目。田原市立東部中学校、仙台育英高等学校卒業。中央大学法学部在学。

## 経歴

### 中学・高校時代
愛知県田原市出身。地元の田原市立東部中学校に入学。その後、駅伝の強豪仙台育英学園高等学校に入学。2019年の1年時、全国高校駅伝では7区を走り区間9位だったが、12年ぶり8回目の優勝に貢献し、またこの年、仙台育英高校は男女アベック優勝を果たした。また、2年時の全国高校駅伝では、花の1区を走り、区間7位で、チームとしても2位で優勝を逃した。3年時の全国高校駅伝でも花の1区を走り区間3位の好走だったが、チームとしては3位となり優勝を逃した。

### 大学時代
高校卒業後の2022年4月に中央大学へ入学した。

#### 大学1年次
- チームとして9年ぶりの出場となった、第34回出雲駅伝では最終6区を走り区間4位でチーム総合3位だった[5]。

- 11月の第54回全日本大学駅伝ではの3区に出走し、区間8位の走りでチームは7位に入り、2年連続でシード権を獲得した[6]。

- 1月の第99回箱根駅伝では4区を走り、区間5位でチームとしては22年ぶりの表彰台となる総合2位で、2年連続でシード権を獲得した[7]。

#### 大学2年次
- 第35回出雲駅伝では3区に出走し、区間10位の走りで、チームは7位だった[8]。

- 第55回全日本大学駅伝では1区に出走し、区間3位の走りで、チームは4位に入り、シード権獲得に貢献した[9]。

- 1月の第100回箱根駅伝では、チーム内で風邪が蔓延しチームが苦戦する中、7区を走り区間賞を獲得したが、チームは13位に終わりシード権を逃した[10]。

## 人物・エピソード
- 両親は元トヨタ自動車のランナーで、兄2人も陸上をしている。兄2人は2学年上の双子である。吉居大和は中央大学のチームメイトであり、吉居大耀は中京大学に在学していた。
- 高校時代には兄・大和と共にチームを2019年全国高等学校駅伝競走大会優勝へと導いた。

## 戦績・記録

### 大学三大駅伝
| 学年               | 出雲駅伝                     | 全日本大学駅伝               | 箱根駅伝                         |
| ------------------ | ---------------------------- | ---------------------------- | -------------------------------- |
| 1年生 （2022年度） | 第34回 6区-区間4位 29分53秒  | 第54回 3区-区間8位 34分21秒  | 第99回 4区-区間5位 1時間01分49秒 |
| 2年生 （2023年度） | 第35回 3区-区間10位 25分43秒 | 第55回 1区-区間3位 27分22秒  | 第100回 7区-区間賞 1時間02分27秒 |
| 3年生 （2024年度） | 第36回 中央大学 不参加       | 第56回 7区-区間14位 53分22秒 | 第101回 1区-区間賞 1時間01分07秒 |

### その他の駅伝戦績
| 年   | 大会                               | 区間          | 区間順位 | 記録     | 備考                   |
| ---- | ---------------------------------- | ------------- | -------- | -------- | ---------------------- |
| 2018 | 第23回全国都道府県対抗駅伝競走大会 | 2区（3.0km）  | 17位     | 8分44秒  | 愛知県チームとして出場 |
| 2019 | 第24回全国都道府県対抗駅伝競走大会 | 2区（3.0km）  | 6位      | 8分44秒  | 愛知県チームとして出場 |
| 2019 | 第70回全国高等学校駅伝競走大会     | 7区（5.0km）  | 9位      | 14分27秒 |                        |
| 2020 | 第71回全国高等学校駅伝競走大会     | 1区（10.0km） | 7位      | 29分17秒 |                        |
| 2020 | 第25回全国都道府県対抗駅伝競走大会 | 4区（5.0km）  | 5位      | 14分18秒 | 宮城県チームとして出場 |
| 2021 | 第72回全国高等学校駅伝競走大会     | 1区（10.0km） | 3位      | 28分55秒 |                        |
| 2023 | 第28回全国都道府県対抗駅伝競走大会 | 7区（13.0km） | 25位     | 38分38秒 | 宮城県チームとして出場 |

## 自己記録
- 1500m - 3分46秒80
- 3000m - 7分58秒17
- 5000m - 13分22秒01（2023年9月30日、アスレチックスチャレンジカップ）
- 10000m - 27分44秒48（2024年11月23日、MARCH対抗戦2024）
- ハーフマラソン - 1時間06分59秒（2022年12月7日）